# The Pact 2
The Pact 2 è un film nel 2014 diretto da Dallas Richard Hallam e Patrick Horvath. 
Pellicola horror prodotta negli Stati Uniti d'America, sequel di The Pact.

## Trama
(Scritta sulla scena del crimine)
June Abbott è una donna che pulisce la zona del crimine e inoltre lavora come disegnatrice di fumetti. Convive col suo ragazzo, Daniel Meyer, un agente di polizia. Ha continui problemi con la madre, Maggie, una tossicodipendente sotto custodia vigilata. La sua vita viene stravolta quando una donna, apparentemente senza legame con June, viene uccisa. Il presunto assassino, secondo l'agente Ballard, è un Emulatore di Judas. L'agente crede che le prossime due vittime possano essere Annie (la protagonista del film precedente) e la stessa June.
Ballard si reca da June e le rivela di essere stata adottata e che la sua vera madre, Jennifer (il fantasma che ha aiutato Annie nel film precedente), è stata la prima vittima di Judas, e, di conseguenza, lei è la cugina di Annie. Sconvolta da questa rivelazione, June si reca da Maggie e le due litigano in maniera brusca e violenta. June, inoltre, incomincia ad avere innumerevoli visioni dove le appaiono Judas ed Ellie Ford, la donna uccisa in precedenza. Il giorno dopo la madre viene ritrovata morta.
June comprende di dover fare qualcosa e decide di mettersi in contatto con Annie. Le due si incontrano e pensano che l'assassino sia in realtà Judas, visto che molto probabilmente avrà trovato un modo per tornare nel mondo dei vivi. Annie lo ritiene impossibile e decide di mettersi in contatto con le vittime dell'emulatore. La ragazza entra in contatto con Ellie, che le mostra, attraverso una visione, un gira-dischi. Decisa a indagare, Annie si addentra nella casa di Ellie e trova un codice: “7-1-3”. Fa alcune foto, ma viene subito aggredita da qualcuno di misterioso. Viene ferita e, capendo di non poter evitare la sua morte, decide di mandare le foto a June prima di morire. June, intanto, riceve la visita dell'agente Ballard. Daniel, con una telefonata, la avverte che è  lui l'assassino. June lo lega, ma dopo l'arrivo del fidanzato, gli spiriti, compreso quello di suo padre, che è in realtà Judas, le svelano la verità: l'emulatore di Judas è Daniel. Scoperta la verità, incomincia uno scontro tra i due, e ne esce vincitrice June.
La polizia riesce a salvare Ballard. June crede che tutto sia finito, ma si sbaglia: riceve una telefonata da Stevie, una medium, che le rivela che tutto è appena cominciato. Rimasta sconvolta dalla rivelazione, dietro di lui appare la sagoma del padre, Judas.